# Nidzica (gmina)
Nidzica est une gmina mixte du powiat de Nidzica, Varmie-Mazurie, dans le nord de la Pologne. Son siège est la ville de Nidzica, qui se situe environ 48 km au sud de la capitale régionale Olsztyn.
La gmina couvre une superficie de 378,88 km2 pour une population de 21 485 habitants.

## Géographie
Outre la ville de Nidzica, la gmina inclut les villages de Bartoszki, Bolejny, Borowy Młyn, Brzeżno Łyńskie, Bujaki, Dobrzyń, Frąknowo, Grzegórzki, Jabłonka, Kalkownia, Kamionka, Kanigowo, Koniuszyn, Łączki, Leśne Pólko, Leśne Śliwki, Likusy, Litwinki, Łyna, Łyński Młyn, Łysakowo, Magdaleniec, Moczysko, Módłki, Mogiłowo, Napiwoda, Natać Mała, Natać Wielka, Nibork Drugi, Olszewko, Olszewo, Orłowo, Parowa, Pawliki, Piątki, Piotrowice, Rączki, Radomin, Robaczewo, Rozdroże, Siemiątki, Szerokopaś, Tatary, Wały, Waszulki, Waszulki-Kolonia, Wietrzychówko, Wietrzychowo, Wikno, Wolisko, Wólka Orłowska, Zagrzewo, Załuski, Żelazno et Zimna Woda.
La gmina borde les gminy de Janowiec Kościelny, Janowo, Jedwabno, Kozłowo et Olsztynek.